# Janbechynea melyroides
Janbechynea melyroides is een keversoort uit de familie schijnhaantjes (Orsodacnidae). De wetenschappelijke naam van de soort werd in 1946 gepubliceerd door Roy Crowson.